# Rock, Paper, Shotgun
Rock, Paper, Shotgun (укр. камінь, папір, дробовик) (також пишеться як Rock Paper Shotgun, або коротко RPS) — британський вебсайт, присвячений відеоіграм, в першу чергу для персональних комп'ютерів. Початково запущений 13 липня 2007 року як незалежний вебсайт, Rock, Paper, Shotgun було придбано та включено до мережі сайтів Gamer Network, котру очолює Eurogamer у травні 2017 року.

## Історія
«Rock, Paper, Shotgun» було запущено 13 липня 2007 року Алеком Міром (англ. Alec Meer), Джимом Россіньйолом (англ. Jim Rossignol), Джоном Уолкером (англ. John Walker) і К'єрроном Ґілленом (англ. Kieron Gillen). Всі вони на момент запуску сайту були професійними ігровими журналістами, які отримали популярність на профільних ресурсах.
К'єррон Гіллен був заступником головного редактора в журналі PC Gamer UK, а також писав статті для сайтів і журналів Eurogamer, Edge, Wired, The Guardian, Arena і Plan B, а також є засновником терміна New Games Journalism. 30 вересня 2010 року Гіллен покинув «Rock, Paper, Shotgun».
Алек Мір був штатним редактором газети The Independent. Джим Россинйоло був відомим ігровим журналістом, рецензентом і критиком, який написав книгу «This Gaming Life: Travels in Three Cities», опубліковану університетом Мічигану. Джон Уолкер на момент приєднання до «Rock, Paper, Shotgun» публікувався в різних друкованих журналах: PC Gamer, Total Film, Linux Format, Cult TV, Edge, NGamer, Windows XP, PC Plus, Official Xbox Magazine, Gamesmaster і PC Format.
Після того як Ґіллен пішов, на його місце був узятий Квінтіно Сміт (англ. Quintin Smith).
Крім даних чотирьох основних авторів, Rock, Paper, Shotgun також наповнюється десятком інших авторів, які працюють на непостійній основі.
1 червня 2010 року Eurogamer, найбільший європейський ігровий ресурс, уклав партнерську угоду з Rock, Paper, Shotgun, згідно з яким останній включається в рекламну мережу Eurogamer Network. На момент укладення угоди Rock, Paper, Shotgun був одним з найпопулярніших за відвідуваністю великобританських відеоігрових блогів і мав понад півмільйона унікальних відвідувачів щомісяця.
У серпні 2010 року Rock, Paper, Shotgun потрапив до шістки кращих ігрових блогів, завоювавши нагороду Games Media Award.
На початок січня 2011 року громадськості стало відомо про судовий конфлікт між Rock, Paper, Shotgun і журналом Game Informer, який виник у зв'язку з тим, що Rock, Paper, Shotgun взяв кілька зображень з гри Tomb Raider, яка на той момент перебувала на ранній стадії розробки. Game Informer опублікував ці зображення разом з ексклюзивним інтерв'ю; самі зображення на момент публікації також були ексклюзивними. Rock, Paper, Shotgun опублікував ці зображення на своєму сайті, не вказавши їхнє джерело та приховавши водяні знаки Game Informer.